# Socimi 8839
Il Socimi 8839 è stato un modello di filobus urbano realizzato nel corso degli anni ottanta dalla Socimi su telaio Iveco 480, del quale non vi sono più esemplari esistenti.

## Generalità
Era un mezzo prodotto esclusivamente per la rete filoviaria di Cagliari, su richiesta della società che gestiva il servizio su di essa.

## Caratteristiche
Era un filobus a due assi dotato di marcia autonoma, il che lo rendeva un mezzo versatile, in grado di spostarsi con le aste di presa elettrica abbassate a velocità contenuta anche di diverse centinaia di metri. La guida era a sinistra, i posti a sedere erano 20 (+1). Il raggio minimo di svolta era 9 metri.

## Diffusione

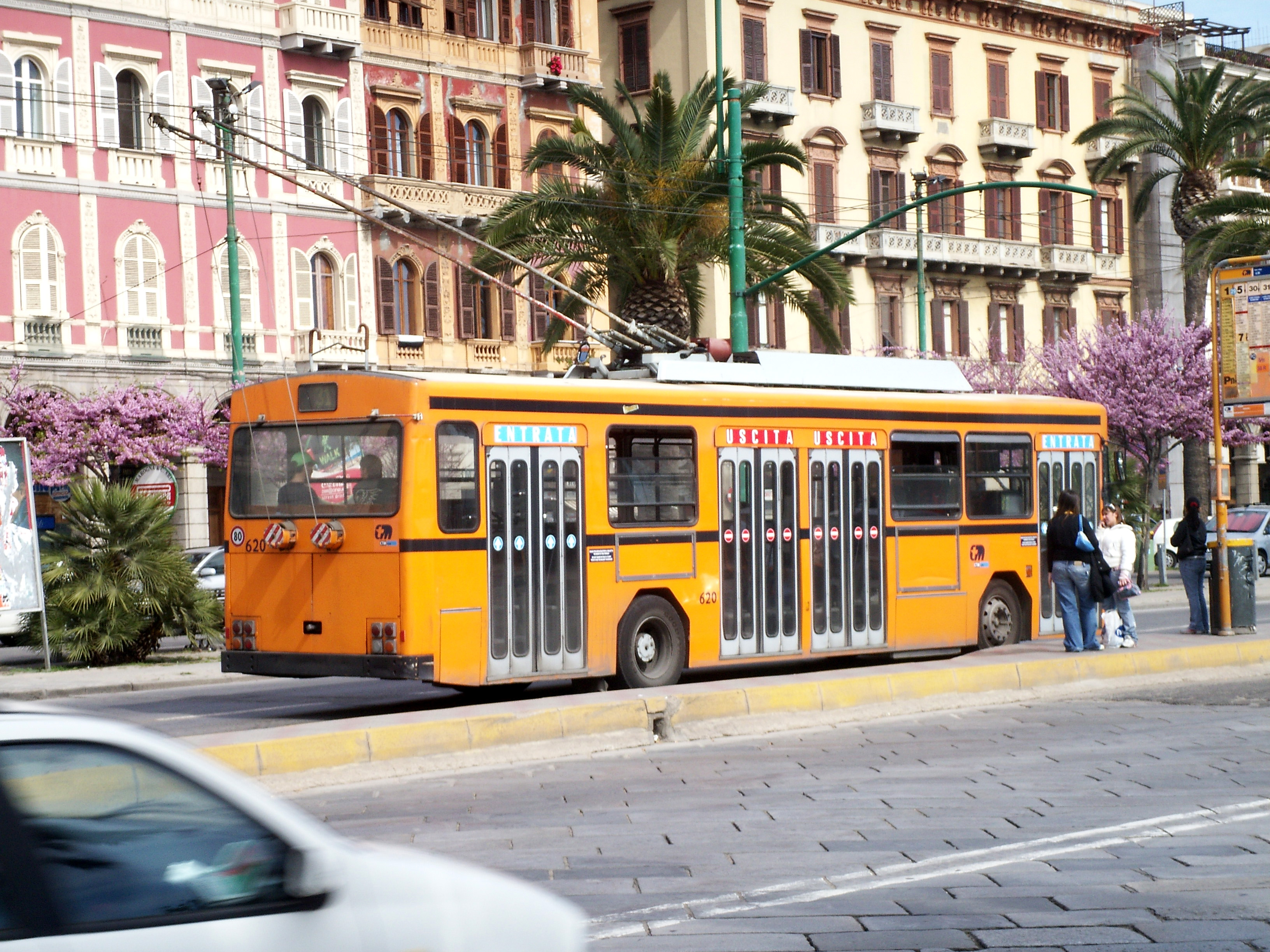
Filobus Socimi 8839 n° 620 in Via Roma a Cagliari

I primi esemplari furono costruiti nel 1986, su richiesta dell'A.C.T. (Azienda Consorziale Trasporti, ora CTM) di Cagliari. Altri giunsero nel corso del 1987, per un totale di 20 mezzi, numerati da 616 a 635.

Nel corso della loro carriera, vennero impiegati su tutte e tre le linee filoviarie della città, ovvero la 5 (sospesa però dal 1990 al 1998) e le circolari 30 e 31.

Furono accantonate nel corso del 2012 in seguito all'arrivo dei nuovi Solaris Trollino 12; le vetture 619 e 629 erano state accantonate precedentemente, per poi essere demolite.